# Movimiento Moral Independiente
Movimiento Político Venezolano, bajo la denominación (MOMO), el Movimiento Moral Independiente se creó en 1987 con intelectuales de reconocida trayectoria, por lo que se conoció como el Partido de los Intelectuales, básicamente para respaldar la candidatura del Ex Rector de la Universidad Central de Venezuela, Edmundo Chirinos, a la Presidencia de la República, entre sus miembros más destacados se encuentran personalidades de la talla de Elio Gómez Grillo, Domingo F. Maza Zavala, J. J. Álvarez, Leonardo Ocanto, Rafael Jhadda, José Luís Vethencourt, Manuel Alfredo Rodríguez, Lino Martines, y Felix Jesús Velásquez